# Filadelfijski eksperiment
Filadelfijski eksperiment (eng. Philadelphia Experiment) je navodni tajni eksperiment američke ratne mornarice koji je proveden 28. listopada 1943. godine na dokovima brodogradilišta u Philadelphiji, koji je krenuo pogrešnim tokom. Sam tzv. događaj poznat je i pod kodnim imenom Project Rainbow.
Pretpostavka je da je u pokusu sudjelovao razarač USS Eldridge, iako su članovi posade broda negirali taj događaj, osim Ala Bieleka za kojeg se utvrdilo kako spomenutog datuma nije bio ni blizu broda, pa stoga nije mogao svjedočiti navodnim događajima.
Filadelfijski eksperiment je imao veliki utjecaj na razvoj raznih teorija zavjere.

## Navodni događaj
Postoje različite verzije priče o ovoj tematici, koje se djelomično razilaze u nekim pojedinostima, no premisa je manje-više identična. Većina ozbiljnih znanstvenika odbacuje priču kao neistinitu.
Pokus se temeljio na teorijskim postavkama Alberta Einsteina u svrhu stvaranja elektromagnetskog polja oko ratnog broda, koje će sam brod učiniti nevidljivim. Testiranje je navodno započelo u ljeto 1943. i bilo je djelomično uspješno. Dana 22. srpnja USS Eldridge je učinjen potpuno nevidljivim - vidio se kao zelena izmaglica, no neki su se članovi posade poslije pokusa žalili na mučninu.
Sljedeći test proveden je 28. listopada i ovog puta Eldridge je u potpunosti nestao. Istovremeno, viđen je u mornaričkoj bazi u Norfolku, udaljenom 600 km, da bi brod opet nestao i pojavio se u Philadelphiji. Zagovornici ovog događaja tvrde kako se radilo o slučaju slučajne teleportacije.
Prema nepotvrđenim navodima, fiziološki učinak eksperimenta na posadu bio je negativan. Skoro svi su teško oboljeli, neki od šizofrenije ili drugih mentalnih bolesti. Neki članovi posade su nestali, a prema priči petero ih je nađeno spojeno s metalom broda.
Svi preživjeli članovi posade otpušteni su iz službe, a na nekima je primijenjeno "pranje mozga" kako bi zaboravili na to.

## Vanjske poveznice
- Filadelfijski eksperiment[neaktivna poveznica] (hrv.)
- The Philadelphia Experiment from A-Z (engl.)
- Skeptic's Dictionary - "Philadelphia Experiment" (engl.)
- History of the Eldridge  Arhivirana inačica izvorne stranice od 1. ožujka 2006. (Wayback Machine) (engl.)